# Julia Hansson
Julia Hansson, född 1990 i Stockholm, Stockholms län, är en svensk illustratör och författare. 2020 nominerades hennes debutbok ''Billie, Korven och havet'' till Augustpriset. Hansson är utbildad vid Konstfack och Nyckelviksskolan samt har en kandidatexamen i japanska. Hon är bosatt i Tokyo, Japan.